# Tina Pica
Tina Pica, nascida Concetta Annunziata Pica, (Nápoles, 31 de março de 1884 – Nápoles, 15 de agosto de 1968) foi uma atriz italiana, que dedicou-se mais ao teatro. Fez alguns papeis no cinema, estreando em 1935 com Il cappello a tre punte.
Na década de 1950, ela se tornou uma celebridade graças ao seu papel como Caramella, a governanta do marechal Antonio Carotenuto interpretado por Vittorio De Sica, na série de filmes de sucesso Pane, amore e fantasia (1953), Pane, amore e gelosia (1954), Pane, amore e ... (1955), Pane, amore e Andalusia (1958) e a última, Pane, amore e così sia (que não chegou a ser filmado).
Tina era conhecida por suas personagens rabugentas e mal humoradas. Sua religiosidade era marcante, dedicando parte do seu dia em orações numa capela particular e em doações para a caridade.

## Filmografia selecionada
- Carmela, a sina de Montesanto (1916)
- Ciccio, il pizzaiuolo del Carmine (1916)
- O Chapéu de Três Cornijas (1935)
- Mãos fora de mim! (1937)
- Uma senhora fez isso (1938)
- Terra de ninguém (1939)
- Perdido no Escuro (1947)
- Oi garoto (1948)
- Destino (1951)
- A cidade está em julgamento (1952)
- Melodia do Amor (1952)
- Pão, Amor e Sonhos (1953)
- Canta Nápoles (1953)
- Carrossel napolitano (1954)
- O ouro de Nápoles (1954)
- Pão, Amor e Ciúme (1954)
- Buonanotte ... avvocato! (1955)
- O sinal de Vênus (1955)
- Escândalo em Sorrento (1955)
- Destino Piovarolo (1955)
- Um herói dos nossos tempos (1955)
- Toto e Carolina (1955)
- Um po 'di cielo (1955)
- Io Piaccio (1955)
- Ci sposeremo a Capri (1956)
- O virtuoso bigamista (1956)
- Arriva la zia d'America (1956)
- La nonna Sabella (1957)
- Lazzarella (1957)
- Contagem Máxima (1957)
- La nipote Sabella (1958)
- La zia d'America va a sciare (1958)
- La duchessa di Santa Lucia (1958)
- La sceriffa (1959)
- La Pica sul Pacifico (1959)
- Non perdiamo la testa (1959)
- Ontem, hoje e amanhã (1963)